# Richardia latibrachium
Richardia latibrachium är en tvåvingeart som beskrevs av Günther Enderlein 1912. Richardia latibrachium ingår i släktet Richardia och familjen Richardiidae. Inga underarter finns listade i Catalogue of Life.